# Prospalta semibrunnea
Prospalta semibrunnea là một loài bướm đêm trong họ Noctuidae.